# Tyran de l'Ouest
Tyrannus verticalis
Espèce
Statut de conservation UICN

 LC  : Préoccupation mineure
Le Tyran de l'Ouest (Tyrannus verticalis) est une espèce de passereau appartenant à la famille des Tyrannidae. Il vit dans la partie ouest du continent nord-américain et hiverne en Amérique centrale.

## Morphologie

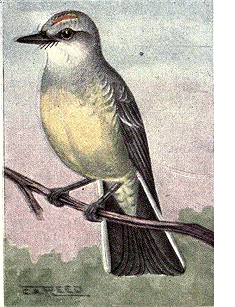
Sur cette gravure, l'artiste a représenté des détails normalement invisibles sur le Tyran de l'Ouest, notamment les plumes rouges situées sur la tête et les barbillons sous le bec (Chester A. Reed, The Bird Book, 1915)

Ce tyran de 20 à 23 cm de long a le dessus du corps brun, légèrement teinté d'olivâtre, et le dessous du corps jaune. La tête est grise, mais une bande sombre part du bec, passe sur l'œil et s'étend jusqu'à la région auriculaire. La gorge et le haut de la poitrine sont d'un gris plus léger. Les plumes des ailes et de la queue sont noirâtres, avec une marge claire. Les yeux et le bec sont noirs, les pattes gris foncé. Quelques plumes rouges, situées sur le sommet de la tête, ne sont généralement pas visibles sur l'oiseau vivant.

## Comportement

### Alimentation
Cet oiseau essentiellement insectivore se nourrit d'insectes volants principalement.

### Vocalisations
Cet oiseau émet des vocalisations variées. Les appels sont des "ouît" rapides émis en diverses combinaisons. Les chants sont des babils divers, sauf le chant de vol qui est davantage répétitif.

## Répartition et habitat

Carte de répartition
Aire de nidification
Voie migratoire
Aire d'hivernage

On peut voir le Tyran de l'Ouest dans divers habitats, mais tous de type ouvert : savanes arides, zones cultivées à champs de luzerne, vergers et pâtures, chaparral peu dense, zones buissonnantes à association végétale Pinus-Juniperus, ou bords de route.
Son aire de répartition couvre l'ouest américain, du sud du Canada jusqu'au Mexique. La limite est ne dépasse pas les Grandes Plaines. Cet oiseau migre en hiver jusqu'en Amérique centrale.